# Бачу ціль
«Бачу ціль» (рос. «Вижу цель») — український радянський двосерійний художній фільм 1978 року режисера Сурена Шахбазяна.

## Сюжет
Підполковник Клоков (Микола Олялін) керує будівництвом об'єкта ППО. При підготовці майданчика під будівництво виявляється, що на цьому місці було стародавнє поселення. Клоков вирішує взяти відповідальність на себе і перенести будівництво в сторону, з тим, щоб зберегти знахідку для археологів.

## У ролях
- Микола Олялін — Микола Клоков
- Юрій Крітенко — Володимир Сурков
- Гіві Тохадзе — Арчіл Асланов
- Ніна Антонова — Варвара Миколаївна Клокова
- Валентин Бєлохвостик — полковник Федотов  (озвучив Павло Морозенко)
- О. Васильков — Козлов
- Сергій Подгорний — офіцер Гаркуша
- Юрій Прокоф'єв — Архіпов
- Алла Каштанова — Ріта
- Галина Калашникова — Наталя, дружина Гаркуші
- М. Ліванова — Зоя
- Людмила Чиншева — Катя
- І. Ігнатов — Талалєєв
- В. Шамірян — Саламанов
- Р. Мартиросян — Арустамов
- В епізодах: Юра Крітенко, Олег Фіало, В. Бродський, А. Барчук, В. Волков, Микола Панасьєв, Олексій Пархоменко, В. Черняков, Анатолій Юрченко

## Знімальна група
- Автори сценарію: Олександр Кульчицький, Микола Фігуровський
- Режисер-постановник і оператор-постановник: Сурен Шахбазян
- Художник-постановник: Віталій Шавель
- Композитор: Євген Станкович
- Автор тексту пісні: Валерій Курінський
- Соліст: В. Калінкін
- Звукооператор: Софія Сергієнко
- Художник-декоратор: Ю. Тишкевич
- Режисер: Анатолій Кучеренко
- Оператор: М. Сергієнко
- Художник по костюмах: В. Катренюк
- Художник по гриму: Е. Маслова
- Режисер монтажу: Т. Бикова
- Редактор: Анатолій Кашеїда
- Асистенти режисера: А. Візир, А. Кудімова, Михайло Шаєвич
- Асистент звукооператора: Богдан Міхневич
- Асистенти оператора: Олег Зорін, Ігор Мамай, Г. Красноус
- Комбіновані зйомки: оператор — Микола Шабаєв, художник — Володимир Дубровський
- Директор картини: Віктор Антонченко